# Iodocaptazione
La iodocaptazione è un esame diagnostico che permette di distinguere le cause dell'insorgenza dell'ipertiroidismo.
Utilizza isotopi di iodio come mezzo di contrasto per determinare le cause delle disfunzioni tiroidee.
Quando la tiroide è coinvolta in processi patologici che ne alterano la funzionalità, prima di effettuare una qualsiasi terapia farmacologica è necessario valutare la quantità di iodio che la tiroide è in grado di assorbire. Per determinare tale valore, viene somministrato 131I (un isotopo radioattivo dello iodio) ed il risultato viene chiamato curva di captazione tiroidea.
Lo studio di questa curva viene effettuato valutando i valori di radioattività compresi fra la sesta e la ventiquattresima ora dopo la somministrazione dello iodio.